# Châtiment corporel
Un châtiment corporel est une forme de punition dont l'objectif est d'infliger une douleur physique, afin d'amener une personne reconnue coupable d'une faute ou d'un délit à un repentir, et à éviter la récidive.
Le châtiment corporel a été (et est encore) très largement répandu à travers le monde en tant que pratique éducative envers les enfants et les adolescents, dans le cadre familial et dans le cadre scolaire. Dans ces contextes, le châtiment corporel est généralement défini de façon plus précise :
1. définition de Murray A. Straus[1], régulièrement utilisée telle quelle ou à peu près dans le champ de la recherche académique sur les châtiments corporels[2],[3],[4] : un châtiment corporel est constitué par « l'utilisation de la force physique avec l'intention de faire ressentir une douleur à l'enfant, mais sans lui infliger de blessure, dans le but de corriger ou de contrôler son comportement. », le critère d'absence de blessure aidant à distinguer le châtiment corporel « socialement acceptable » de la « maltraitance »[5].
2. définition du Comité des droits de l'enfant de l'ONU[6] : « les châtiments corporels sont tous châtiments impliquant l’usage de la force physique et visant à infliger un certain degré de douleur ou de désagrément, aussi léger soit-il ».

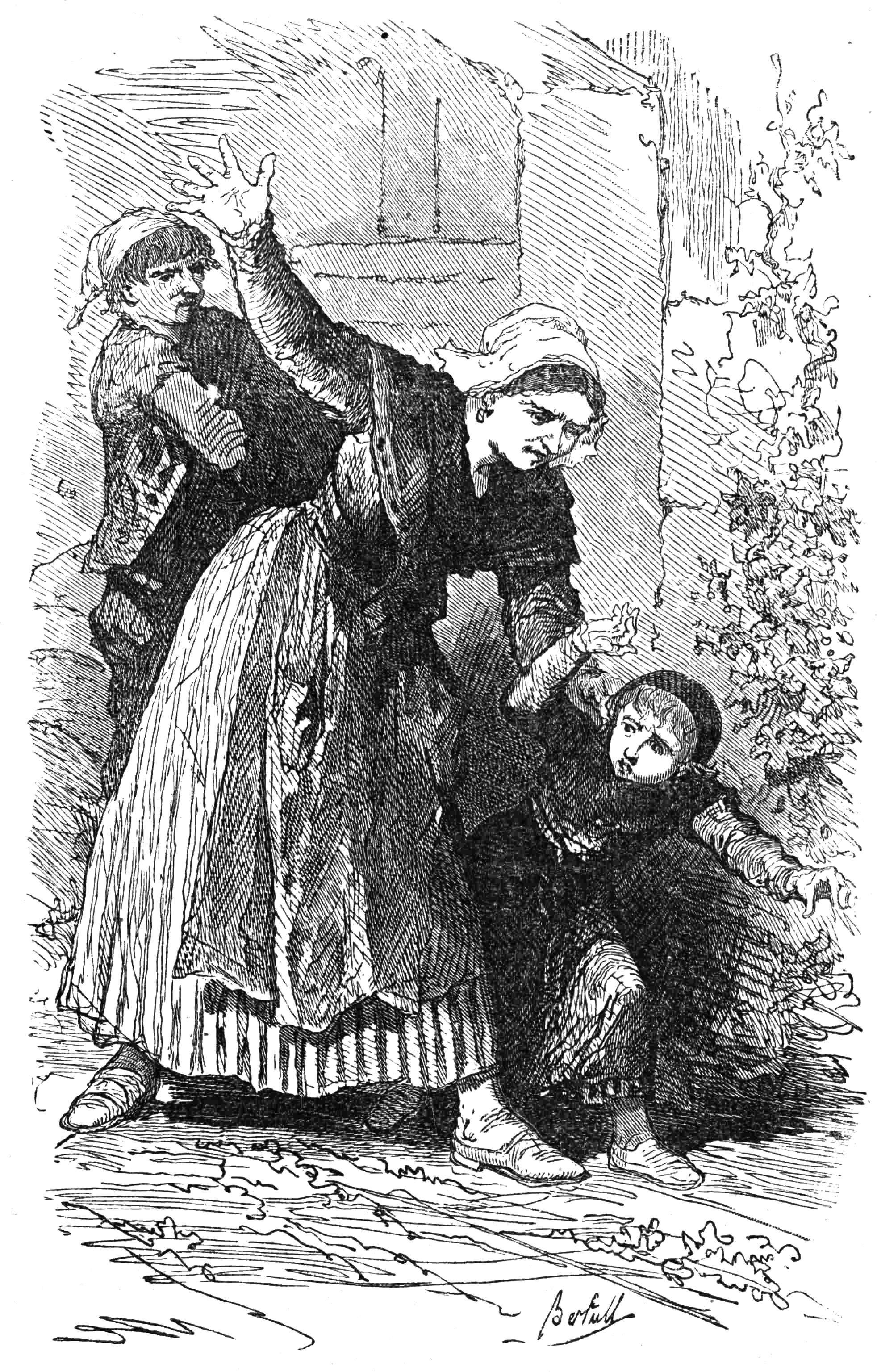
Une mère donne une gifle à sa fille, Les Petites filles modèles, Bertall, XIXe s.

Le châtiment corporel demeure dans plusieurs dizaines de pays une forme légale de condamnation judiciaire, et/ou de mesure disciplinaire dans les lieux de privation de liberté, envers les personnes mineures et/ou majeures.
Fin 2016, les châtiments corporels sont totalement interdits en droit :
- dans 164 États en tant que condamnation pénale ;
- dans 138 États en tant que mesure disciplinaire au sein des institutions pénales ;
- dans 130 États dans les institutions scolaires ;
- dans 52 États (principalement en Europe et en Amérique du Sud) en tous lieux y compris dans le cadre familial.

Les châtiments corporels vont de formes généralement considérées comme légères (fessée donnée à main nue, gifle) jusqu'à des formes de torture, y compris des mutilations. La peine de mort n'est habituellement pas incluse parmi les châtiments corporels, bien que « la douleur ressentie par les condamnés au cours de leur exécution peut être considérable, résultant parfois d'une volonté délibérée ».

## Châtiment corporel: discipline ou torture?

### Rapports et distinctions entre châtiment corporel et discipline

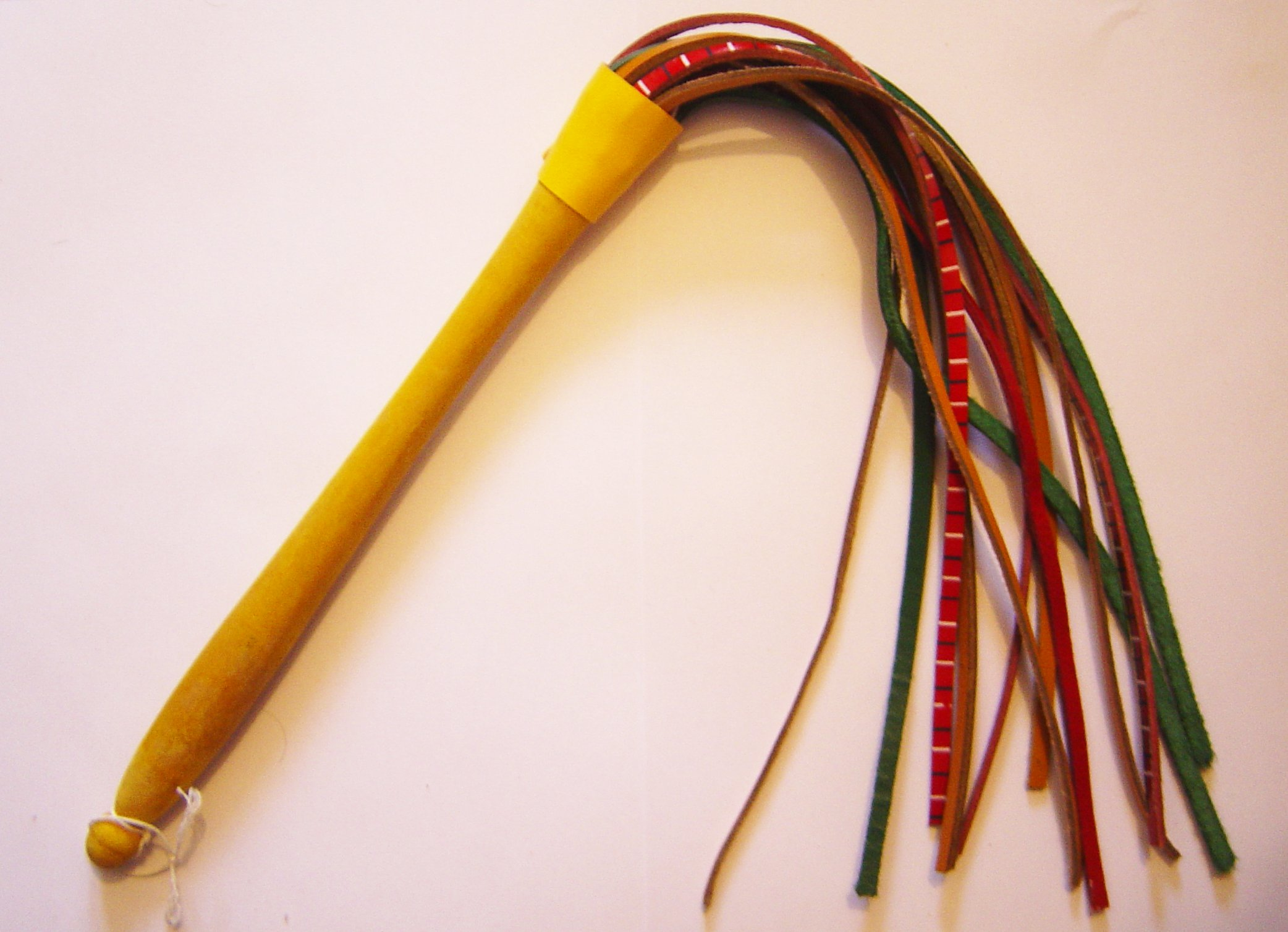
Martinet à lanières de cuir vendu chez tous les marchands de couleur en France jusqu'au milieu du XXe siècle et servant à fouetter les enfants.

Le Comité des droits de l'enfant de l'ONU distingue la discipline d'une part, les châtiments corporels (ou autres formes de châtiments cruels ou dégradants) d'autre part : « En rejetant toute justification de la violence et des humiliations en tant que formes de châtiment à l’encontre des enfants, le Comité ne rejette en rien le concept positif de discipline. Le développement sain des enfants suppose que les parents et les autres adultes concernés fournissent les orientations et les indications nécessaires, en fonction du développement des capacités de l’enfant, afin de contribuer à une croissance les conduisant à une vie responsable dans la société ».
Pour la Société canadienne de pédiatrie, « Le terme discipline signifie transmettre des connaissances et des habiletés, éduquer. Cependant, on le confond souvent avec punition et contrôle. […] La discipline est la structure qui aide l’enfant à se tailler une place dans le monde réel avec plaisir et efficacité. C’est le fondement du développement de l’autodiscipline. Une discipline efficace et positive éduque et guide l’enfant au lieu de le forcer à obéir. […] La discipline vise à modifier un comportement et non à punir les enfants. La discipline permet aux enfants de développer leur propre autodiscipline et à devenir des adultes matures d’un point de vue affectif et social. […] Les médecins doivent conseiller activement les parents quant à la discipline et décourager activement toutes les formes de châtiment corporel, y compris la fessée ».

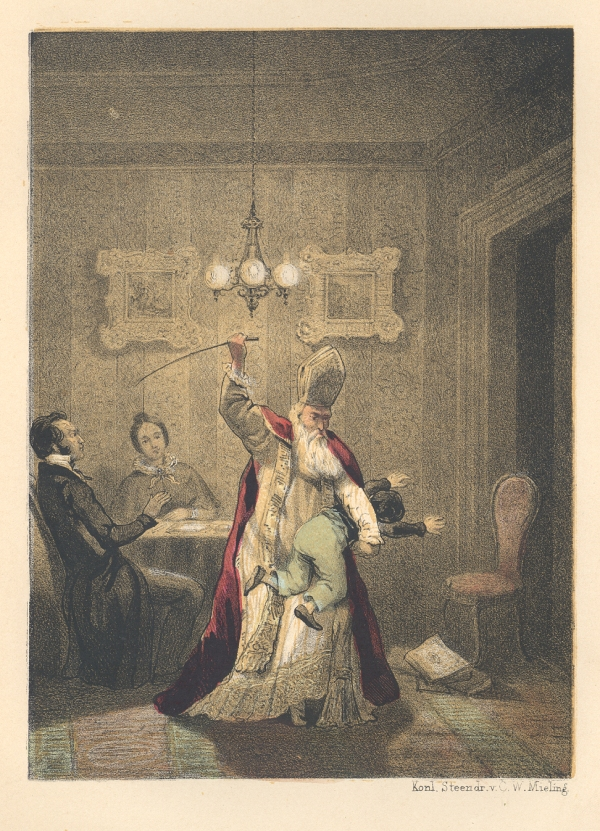
Sinterklaas (Santa Klaus, futur père Noël ou père Fouettard) fouette un enfant pas sage, Contes de Saint-Nicolas pour la jeunesse, Pays-Bas, 1849

### Rapports et distinctions entre châtiment corporel et torture
Dans un rapport consacré au sort des enfants privés de liberté, le Rapporteur spécial de l'ONU sur la torture et autres peines ou traitements cruels, inhumains ou dégradants, affirme que « toute forme de châtiment corporel est contraire à l'interdiction de la torture et des autres peines ou traitements cruels, inhumains ou dégradants […] les États ne peuvent pas invoquer les dispositions de leur loi nationale pour justifier des violations de l'interdiction des châtiments corporels. »
Pour la Cour Inter-américaine des Droits de l'Homme, « l'infliction d'un châtiment corporel par flagellation constitue une forme de torture. »
Pour la Commission Africaine des Droits de l'Homme et des Peuples, « Il n'existe aucun droit pour les personnes, et moins encore pour le gouvernement d'un pays, d'infliger de la violence physique à des personnes en raison de délits. Un tel droit reviendrait à ce que la Charte [Africaine des Droits de l'Homme et des Peuples] approuve la torture d'État, ce qui serait contraire à l'essence même de ce traité relatif aux droits humains. »

## Châtiment corporel judiciaire

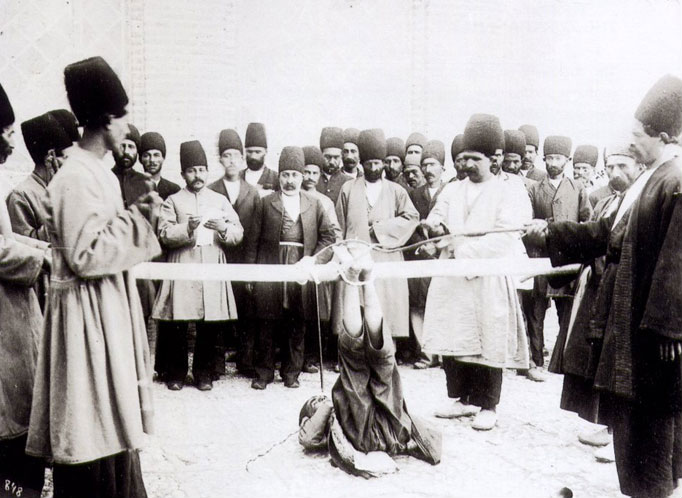
Châtiment falak fouettage public de la voûte plantaire d'un criminel. Photo d'Antoin Sevruguin.

Le châtiment corporel judiciaire désigne l'infliction d'un châtiment corporel en vertu d'une condamnation prononcée par un tribunal. Les formes de châtiments corporels judiciaires utilisées varient selon les époques et les sociétés considérées.

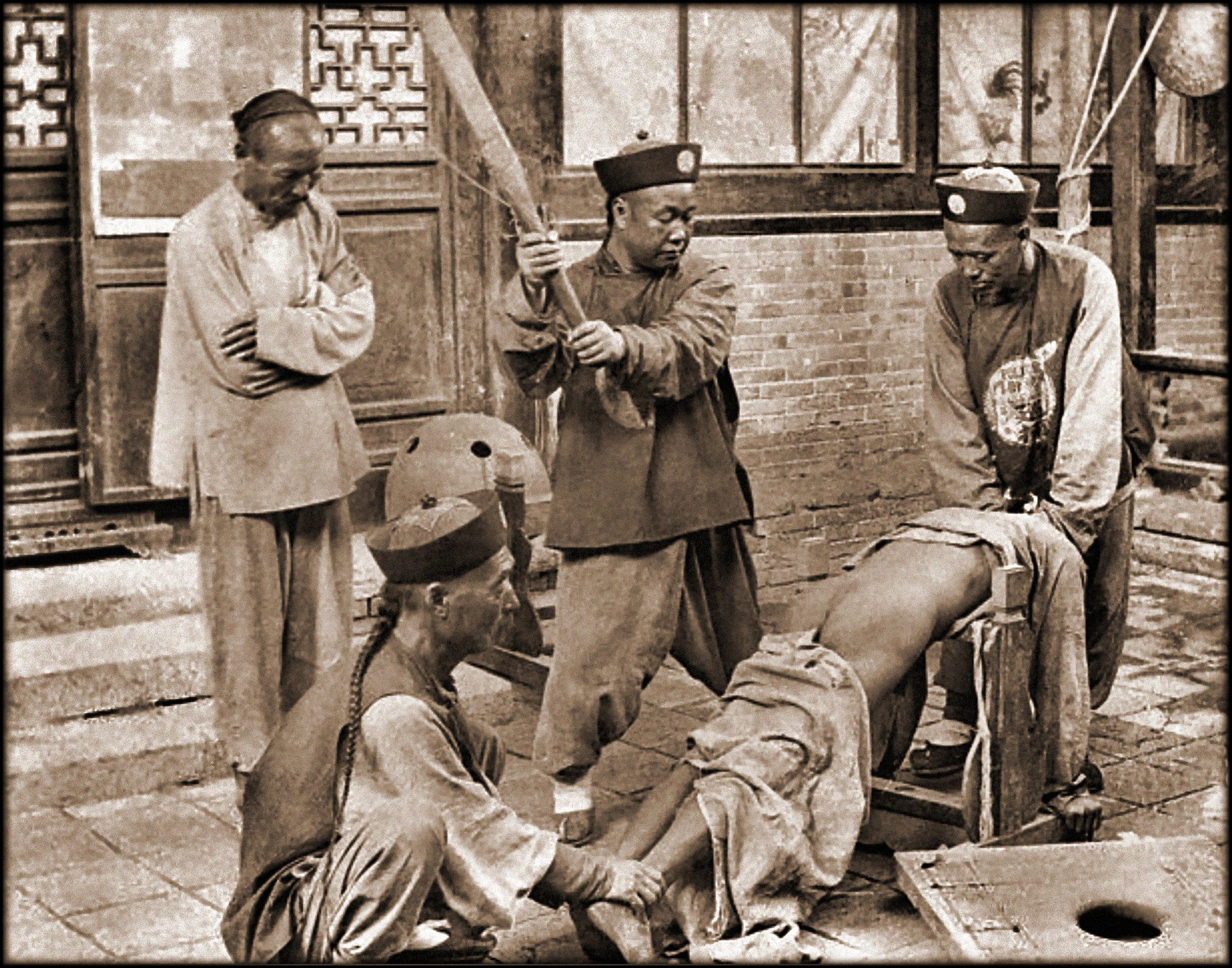
Bastonnade en Chine, punition alors très courante, v. 1900

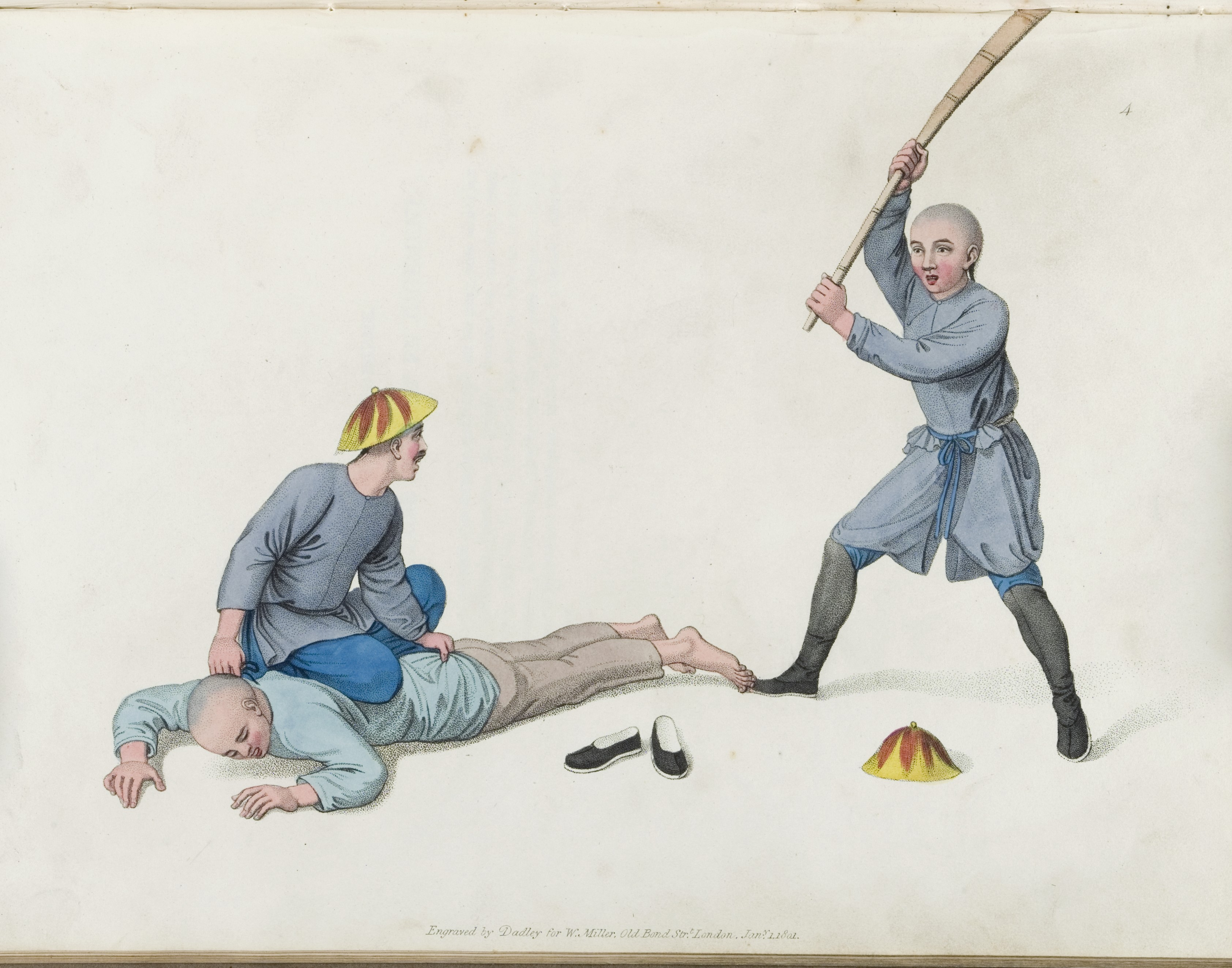
Délinquant subissant la bastonnade, Chine, 1801

Les formes de châtiment socialement perçues comme corporelles ou non varient elles-mêmes en fonction des contextes culturels : dans son ouvrage consacré à l'histoire des châtiments corporels, l'historien Guy Geltner écrit ainsi que « en particulier dans certaines sociétés médiévales islamiques et chrétiennes, le rasage pénal, de même que le noircissement du visage du coupable avec des cendres ou du charbon de bois, étaient largement perçus non pas seulement comme humiliants mais comme des formes de mutilation pure et simple ». Geltner ajoute que « Distinguer les mesures qui relevaient ou non du châtiment corporel demande donc de définir le contexte culturel ».

### Châtiment corporel judiciaire envers les personnes majeures

#### Listes des États où le châtiment corporel est légal comme condamnation pénale des majeurs
Cette liste, fournie par la Global Initiative to End All Corporal Punishment of Children, est basée sur des données de l'été 2014.
| État                            | châtiment corporel        | en public / en privé |
| ------------------------------- | ------------------------- | -------------------- |
| Afghanistan                     | flagellation / amputation | en public / en privé |
| Antigua-et-Barbuda              | flagellation              | n/a                  |
| Arabie saoudite                 | flagellation / amputation | en public / en privé |
| Barbade                         | flagellation              | en privé             |
| Botswana                        | flagellation              | en privé             |
| Brunei                          | flagellation              | n/a                  |
| Birmanie                        | flagellation              | n/a                  |
| Dominique                       | flagellation              | en privé             |
| Émirats arabes unis             | flagellation              | en public / en privé |
| Érythrée                        | flagellation              | n/a                  |
| Grenade                         | flagellation              | n/a                  |
| Guyana                          | flagellation              | en privé             |
| Iran                            | flagellation / amputation | en public / en privé |
| Libye                           | flagellation / amputation | n/a                  |
| Malaisie                        | flagellation              | en privé             |
| Maldives                        | flagellation              | n/a                  |
| Mauritanie                      | flagellation / amputation | n/a                  |
| Nigeria                         | flagellation              | en privé             |
| Pakistan                        | flagellation              | n/a                  |
| Qatar                           | flagellation / amputation | n/a                  |
| Saint-Christophe-et-Niévès      | flagellation              | en privé             |
| Saint-Vincent-et-les-Grenadines | flagellation              | en privé             |
| Singapour                       | flagellation              | en privé             |
| Somalie                         | flagellation / amputation | en public / en privé |
| Soudan                          | amputation / blessure     | n/a                  |
| Tanzanie                        | flagellation              | en privé             |
| Tonga                           | flagellation              | n/a                  |
| Trinité-et-Tobago               | flagellation              | en privé             |
| Tuvalu                          | flagellation              | n/a                  |
| Yemen                           | flagellation / amputation | n/a                  |
| Zimbabwe                        | flagellation              | en privé             |

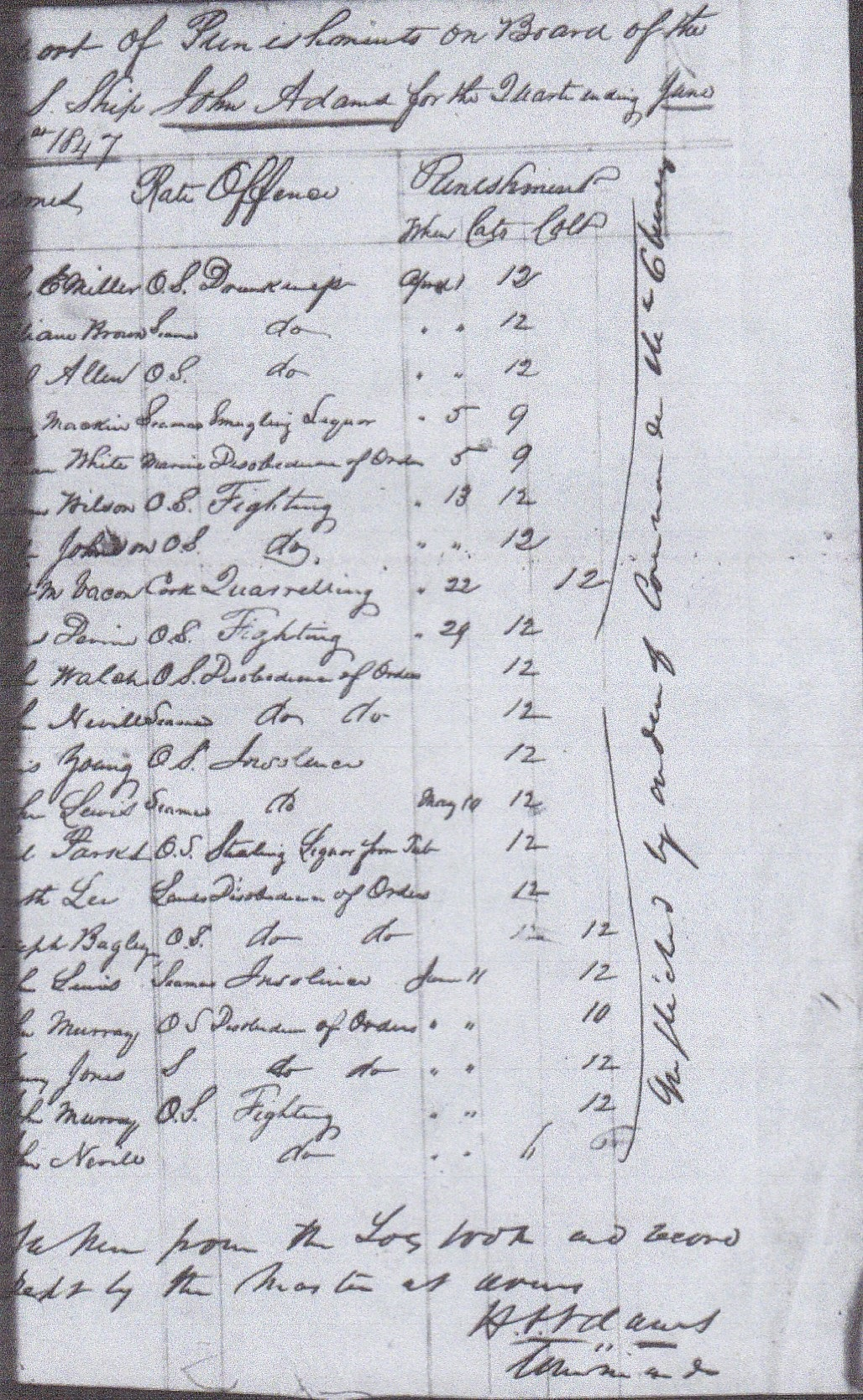
Rapport disciplinaire sur les châtiments corporels par flagellation, approuvés par le capitaine William J. McCluney, à bord de l'USS John Adams du 1er avril au 30 juin 1847.

Selon Druzin, l'application effective de châtiments corporels varie « quasi certainement de façon significative entre les différents systèmes pénaux nationaux. Dans certains cas, il pourrait ne s'agir que de la survivance d'une loi "dans les textes", peu voire jamais appliquée en pratique ». Druzin indique que « le manque de recherches comparatives sur les usages précis des châtiments corporels » empêche d'être plus précis. Il estime qu'il y a « quasi certainement une différence marquée dans la fréquence de l'application de châtiments corporels entre des pays comme l'Arabie saoudite et l'Iran d'une part, et de petits États insulaires comme Antigua-et-Barbuda et Saint-Kitts-et-Nevis où leur inclusion dans le code pénal relève probablement plus de l'héritage colonial [britannique] qu'une pratique pénale contemporaine et fiable [modern and robust] ».

### Châtiment corporel judiciaire envers les personnes mineures

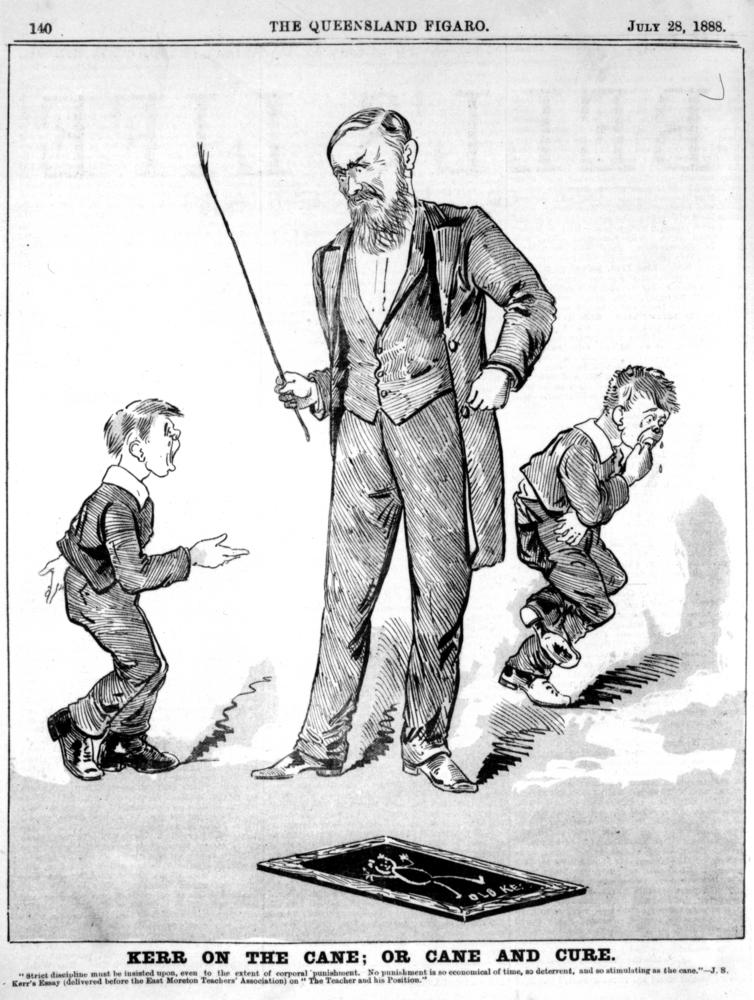
Coups de canne sur les doigts des élèves. Légende : « Une stricte discipline doit être exigée, même si elle va jusqu'aux châtiments corporels. Aucune autre punition que la canne n'est plus économe en temps, ni autant stimulante », Queensland figaro, Australie, 1888

En janvier 2015, 
« 38 États, représentant près de 40 % des enfants du monde, n'ont pas complètement interdit la condamnation d'enfants à des châtiments corporels par leurs tribunaux ». Au total, ce sont 78 États dans lesquels « le châtiment corporel est légal en tant que condamnation pour un crime [commis par un mineur] et/ou en tant que mesure disciplinaire dans les institutions pour enfants en conflit avec la loi ».

#### Liste des États où le châtiment corporel est légal comme condamnation pénale des mineurs
Afghanistan, Antigua-et-Barbuda, Arabie saoudite, Bahamas, Bangladesh, Barbade, Botswana, Brunei, Colombie, Dominique, Émirats arabes unis, Équateur, Érythrée, Grenade, Guyana, Inde, Indonésie, Iran, Kiribati, Libye, Malaisie, Maldives, Mauritanie, Nigeria, Pakistan, Palestine, Qatar, Saint-Christophe-et-Niévès, Saint-Vincent-et-les-Grenadines, Singapour, Somalie, Tanzanie, Tonga, Trinité-et-Tobago, Tuvalu, Vanuatu, Yémen, Zimbabwe.

#### Liste des États où le châtiment corporel est légal comme mesure disciplinaire envers des mineurs en détention
Afghanistan, Algérie, Angola, Antigua-et-Barbuda, Arabie saoudite, Australie, Bahreïn, Bangladesh, Barbade, Bélize, Bénin, Botswana, Brunei, Burundi, Comores, Djibouti, Dominique, Érythrée, États-Unis, Gambie, Ghana, Grenade, Guinée, Guinée équatoriale, Guyana, Îles Cook, Îles Marshall, Île Maurice, Irak, Japon, Kiribati, Libye, Madagascar, Malaisie, Maldives, Mauritanie, États fédérés de Micronésie, Mongolie, Myanmar, Nauru, Népal, Niger, Nigeria, Oman, Pakistan, Palestine, Papouasie-Nouvelle-Guinée, Pérou, République centrafricaine, république démocratique du Congo, république des Palaos, Sainte-Lucie, Saint-Christophe-et-Niévès, Saint-Vincent-et-les-Grenadines, Sao-Tomé-et-Principe, Seychelles, Singapour, Somalie, Soudan, Sri Lanka, Swaziland, Syrie, Tadjikistan, Tanzanie, Trinité-et-Tobago, Tuvalu, Zimbabwe.

## Châtiment corporel sur enfants

### Châtiments corporels à l'école

#### Niveau mondial

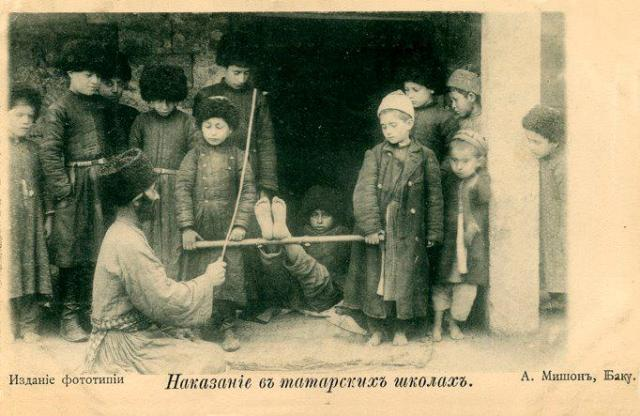
Punition falaka à l'école de Bakou en Tatare, Azerbaïdjan, 1896

La prévalence effective des châtiments corporels à l'école à travers le monde est mal connue car peu étudiée. Deux chercheurs spécialistes des violences à l'école écrivaient en 2005 que « Très peu de pays ou d'études collectent des données sur la victimisation des élèves par le personnel des écoles. » La première étude quantitative à avoir collecté de telles données semble avoir été menée en 1985 en Norvège.

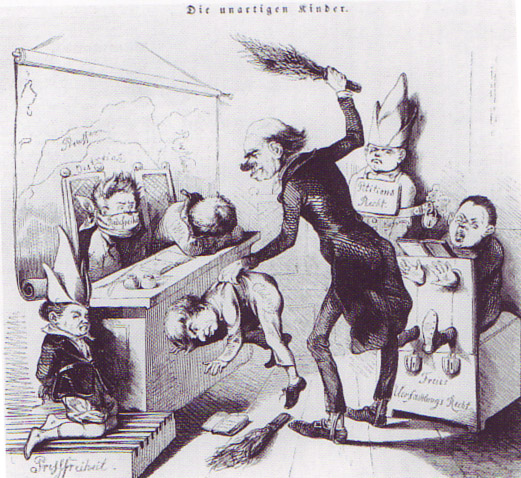
« Méchants garnements » : Caricature allemande de 1849 montrant un maître d'école faisant subir à ses élèves diverses formes de châtiments corporels.

En novembre 2016, les châtiments corporels sont totalement interdits en droit dans les institutions scolaires dans 129 États.
Cependant, comme le notait en 2006 le sociologue Éric Debarbieux, spécialiste des violences à l'école, « même lorsque la loi l’interdit, le châtiment corporel peut rester fréquent », ainsi que l'exemple de Taïwan permet de le constater.

#### Taïwan
Taïwan interdit depuis 2006 les châtiments corporels dans toutes les institutions scolaires. Si plusieurs recherches mettent en évidence, dès les années suivantes, une baisse notable de la prévalence des châtiments corporels, ainsi qu'un recours amoindri aux formes les plus brutales, toutes continuent de révéler une prévalence importante des châtiments corporels.
Selon une étude de 2016, 27,8 % des élèves d'école primaire et 35,4 % des élèves de collège ont subi des châtiments corporels, des résultats marquant une nette résurgence par rapport à l'étude précédente menée en 2012.

#### France

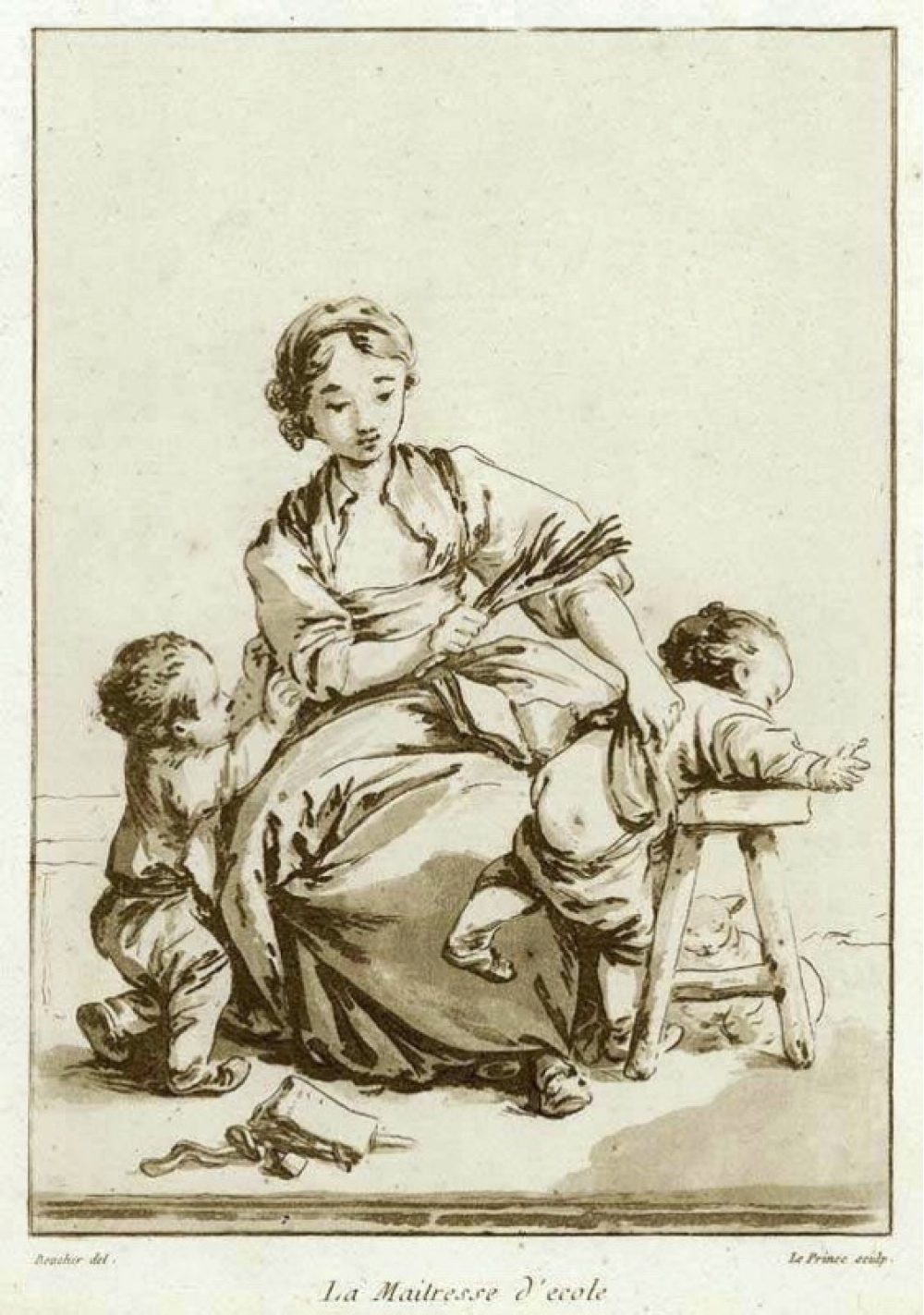
La maîtresse d'école, J.-B. Le Prince, France, 1789

Avant la création de l'École publique en 1886, l'interdiction formelle des châtiments corporels à l'école apparaît pour la première fois dans le règlement pour la police interne des écoles primaires, adopté par le Comité d'instruction publique le 24 germinal an III (13 avril 1795), dont l'article 5 indique que « Toute punition corporelle est bannie des écoles primaires ». Cette interdiction est reconduite dans le Statut sur les écoles primaires élémentaires communales du 25 avril 1834 avec pour exception autorisée « La mise à genoux pendant une partie de la classe ou de la récréation »,.
Une circulaire de 1991 stipule que « Le maître s'interdit tout comportement, geste ou parole qui traduirait indifférence ou mépris à l'égard de l'élève ou de sa famille, ou qui serait susceptible de blesser la sensibilité des enfants. » Concernant l'école maternelle, cette circulaire précise que « aucune sanction ne peut être infligée » ; concernant l'école élémentaire, elle précise que « Tout châtiment corporel est strictement interdit ».
Concernant les collèges et lycées, une circulaire de l'année 2000 stipule que « Les punitions infligées doivent respecter la personne de l'élève et sa dignité : sont proscrites en conséquence toutes les formes de violence physique ou verbale, toute attitude humiliante, vexatoire ou dégradante à l'égard des élèves ».
En 1987, dans une étude consacrée à la prévalence des punitions constatable en pratique dans le système scolaire primaire français, le sociologue Bernard Douet indiquait : « il est clair que le système punitif est bien présent dans l’institution scolaire actuelle, et qu’il dépasse largement les recommandations officielles. » Son étude mettait en évidence qu'à cette époque, 44,2 % des maîtres déclaraient avoir "vu à l'école" l'usage de la fessée (17,3 % reconnaissant la pratiquer eux-mêmes), et 14,7 % déclaraient avoir "vu" pratiquer la gifle. En CM2 (dont les résultats sont jugés « plus fiables étant donné l'âge des élèves »), 33,8 % des élèves avaient vu donner des gifles ou fessées et 52,5 % avaient vu tirer les cheveux ou les oreilles, un type de châtiment pourtant absent des descriptions des maîtres. Selon l'étude, « chez les plus jeunes où les déclarations sont peut-être relativement exagérées », 95 % des élèves de CP avaient vu donner des gifles ou fessées, et 75 % tirer les cheveux ou les oreilles.
En 1992, Éric Debarbieux écrivait : « il faut bien le dire, il y a plus d'enfants recevant gifles, fessées ou subissant diverses contraintes physiques que d'enseignants agressés dans les écoles françaises ! ».
En 1998, un peu moins de 2 % des élèves de collèges déclaraient avoir fait l'objet de châtiments corporels.
En 2004, Nicole Baldet, inspectrice de l’académie de Paris, a publié un rapport, commandité par le ministère de l'Éducation nationale, consacré aux « Brutalités et harcèlement physique et psychologique exercés sur des enfants par des personnels du ministère ». Baldet notait que la Défenseure des droits des enfants signalait l'année précédente « un grand nombre de réclamations émanant de parents d’élèves qui dénonçaient des agissements agressifs et humiliants (claques, coups de règle, fessées déculottées, privation de récréation, dénigrement, etc.) de maîtres et de maîtresses en école maternelle ou élémentaire ». Dans son rapport, Baldet a tenté d'établir un état des lieux à partir des réponses à un questionnaire diffusé dans toutes les académies. Du fait du très faible nombre de réponses concernant le second degré, celui-ci n'a pas été inclus dans l'analyse. Concernant le premier degré, Baldet constatait « une assez grande disparité dans la collecte de l’information et de son suivi ». Sur les 81 cas signalés dans 26 départements, Baldet a relevé 18 situations collectives et 29 situations individuelles impliquant des brutalités physiques, souvent assorties d'autres formes de punition ou de violence (violence verbale, harcèlement psychologique).

### Controverses sur l'usage du châtiment corporel

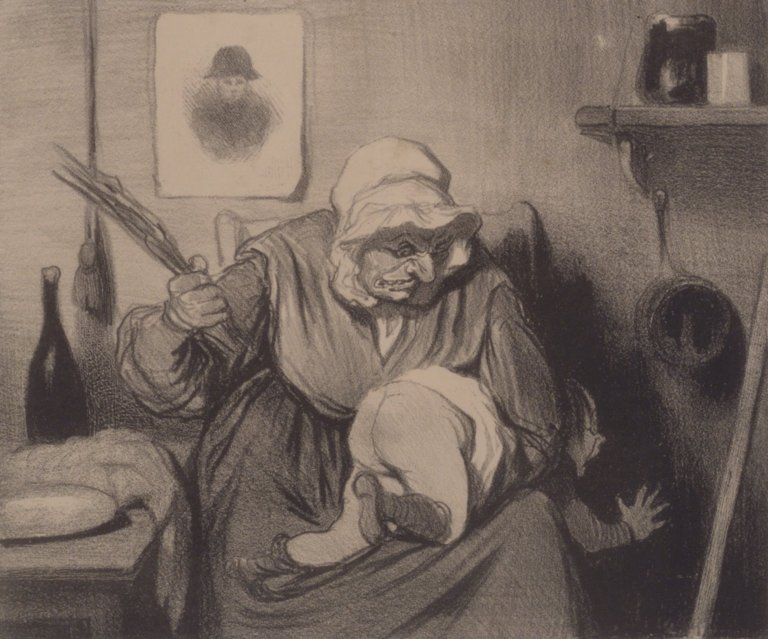
Fessée aux verges, La Fessée, Daumier, France, 1839

L'usage des châtiments corporels, et notamment de la fessée, à l'égard des enfants est très contesté. Dans certains pays, il est autorisé dans les écoles publiques et légitimé en référence à des traditions culturelles justifiant des formes d'éducation hiérarchiques et autoritaires. Dans d'autres, on considère qu'il s'agit d'une forme de maltraitance pouvant causer des dommages aux enfants. De telles formes de punitions ont ainsi été interdites en Suède en 1979 pour toute la société, et au Royaume-Uni, mais seulement dans les écoles,.
En France, pendant longtemps les punitions physiques n'étaient pas interdites explicitement par la loi. Le projet de loi Égalité-Citoyenneté débattu en 2016 incluait un article (no 222) visant à compléter la définition de l’autorité parentale du Code civil en précisant qu’elle excluait « tout traitement cruel, dégradant ou humiliant, y compris tout recours aux violences corporelles ». Cet article a été voté par l'Assemblée le 22 décembre 2016 ; cependant, le 26 janvier 2017, il a été censuré par le Conseil constitutionnel pour une question de forme après saisine de sénateurs.

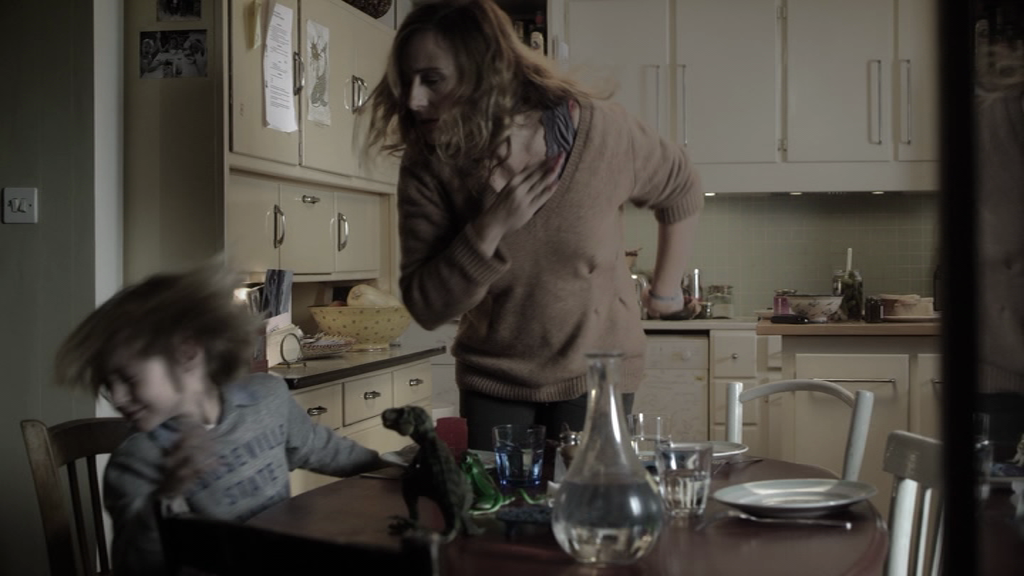
Campagne « La gifle », Fondation Pour l'Enfance, 2013

Il convient de souligner qu'en mars 2015, le Conseil de l'Europe a condamné la France pour n'avoir pas interdit explicitement toute forme de châtiment corporel envers les enfants ; de même qu'en février 2016, le comité des enfants de l'ONU demande à la France « d'interdire expressément les châtiments corporels dans tous les milieux, y compris au sein de la famille ».
Ils deviennent définitivement interdits en France depuis le 2 juillet 2019.
L'usage des châtiments corporels est une « tradition » dans de nombreux pays où les châtiments corporels ne se limitent pas seulement aux gifles et fessées, mais à des pratiques approchant la torture dans certains pays, par exemple au Maroc : « Le châtiment de la falakha était infligé à l'école, au début des années 1980 (témoignage d'un étudiant marocain). Un système de tourniquet servait à bloquer sur une barre de bois les chevilles des élèves définis dont le maître pouvait frapper la plante des pieds à son aise. Pratiqué par un père sur son fils dans le film tunisien Halfaouine, l'enfant des terrasses, il est probablement commun à tout le Maghreb. Appliqué aux prisonniers, il a été justement dénoncé. Pourquoi personne n'en parle-t-il lorsqu'on l'applique aux enfants ? ».

### Prévalence du châtiment corporel envers les enfants dans le monde

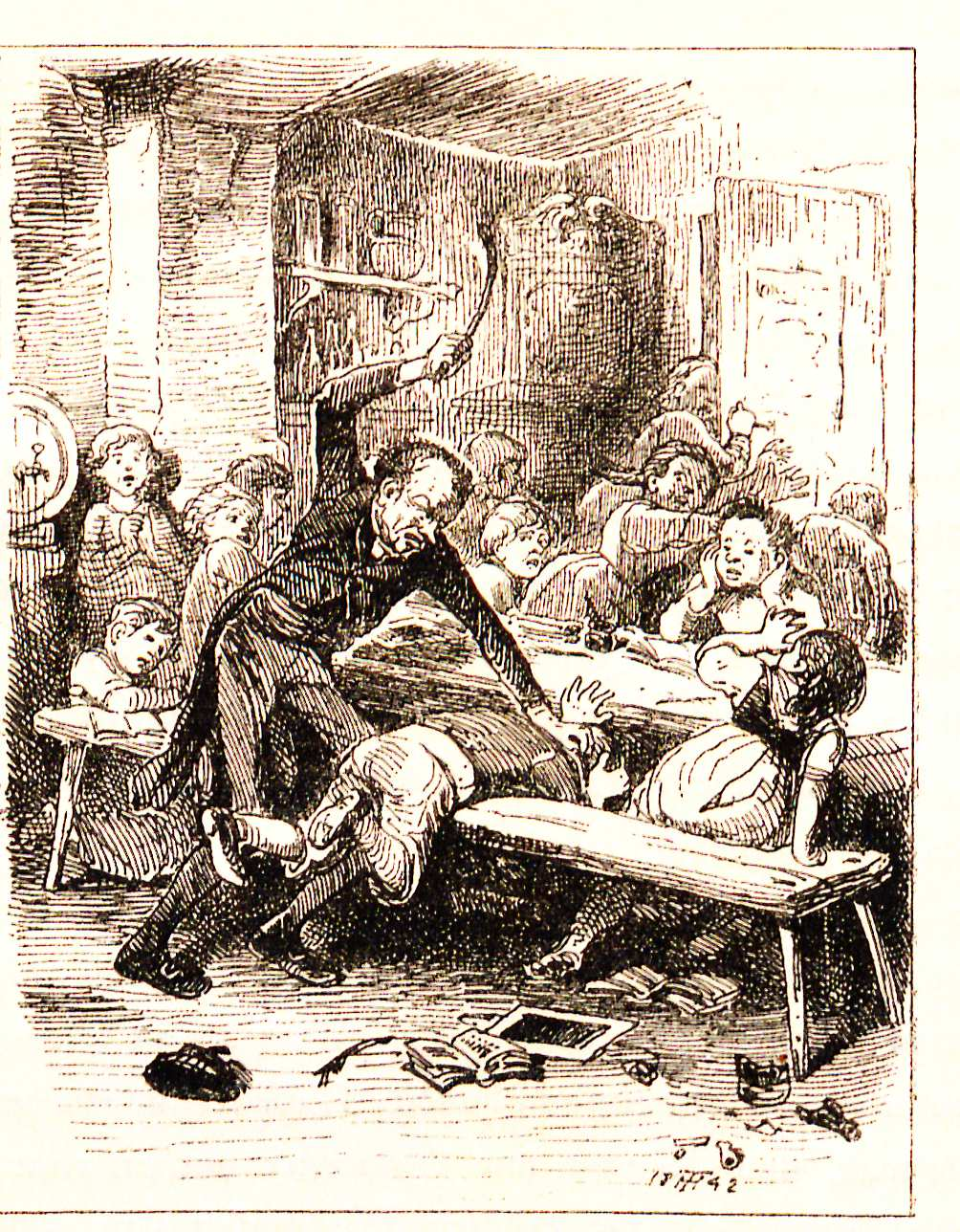
La Fessée, T. Hosemann, Allemagne, 1842

Selon l'UNICEF (2016), « environ 6 enfants sur 10 âgés de 2 à 14 ans, soit près d'un milliard d'enfants dans le monde, subissent des châtiments corporels de façon régulière de la part des personnes qui en ont la charge ».

#### Amérique
- Nicaragua : les châtiments corporels existent encore, même si une loi en 1996 a tenté de les limiter.
- Guatemala : beaucoup de personnes pensent que les enfants sont la propriété des parents. Les châtiments corporels sont mis sur le compte des guerres et conflits qui ont frappé le pays pendant longtemps.
- Équateur : les châtiments corporels font partie de la culture, et sont acceptés à l'école par les parents. Une Commission a été créée en 1998 contre les mauvais traitements sur les enfants.
- Caraïbes : les châtiments corporels sont très fréquents et sont presque une « tradition ».
- Bahamas : Certaines punitions sont aujourd'hui interdites (coups de canne), mais d'autres toujours acceptées (coup de règles).
- Cuba : l'État dit qu'il n'existe plus de châtiments corporels à l'école, et que ceux dans les familles sont très rares.
- Haïti : beaucoup de personnes pensent encore que les châtiments corporels sont « normaux ». Des juristes veulent essayer de lutter contre cela.
- Jamaïque : les châtiments corporels semblent encore être acceptés. Le Comité des droits de l'enfant remarque qu'il n'est pas suffisant d'interdire les châtiments corporels trop « excessifs ».
- République dominicaine : les châtiments corporels sont encore très fréquents.
- Pérou : les châtiments corporels sont très présents.

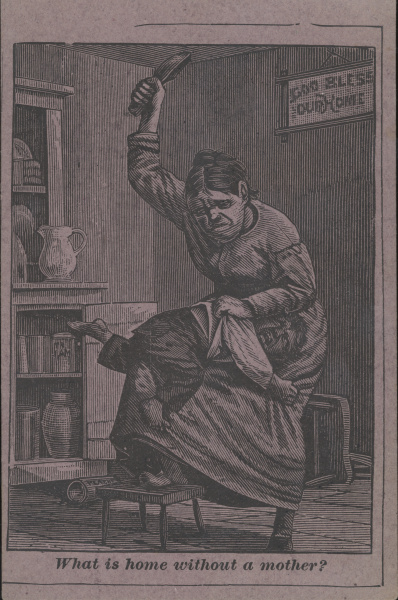
« Qu'est-ce qu'un foyer sans une mère ? », États-Unis, 1900

- Bolivie : les châtiments corporels sont presque un « phénomène de société ». Ils sont beaucoup utilisés par les parents comme une méthode d'éducation. Les enfants les acceptent car ils pensent que cela les éduque.
- Colombie : les châtiments corporels sont encore très fréquents. Cependant il commence à y avoir des actions contre, grâce au Comité des droits de l'enfant.
- Canada : les enfants ne peuvent pas bénéficier de la sécurité de la personne. Les châtiments corporels sont interdits par le Code civil. Mais ils sont acceptés dans une mesure raisonnable par le code pénal. Beaucoup d'enseignants sont favorables aux châtiments corporels. L'ONU et la Commission québécoise des droits de l'homme ont demandé au Canada d'enlever cet article du Code pénal. Le Child Management Policy interdit les châtiments corporels dans les familles d'accueil. Aujourd'hui, les châtiments corporels ne peuvent être infligés aux enfants de moins de 2 ans, et aux adolescents. Cela a été décidé par la Cour suprême.
- États-Unis : les châtiments corporels sont encore très pratiqués à l'école dans beaucoup d'états. Le New-Jersey est le premier état à avoir interdit cela en 1867, et le Delaware est le dernier en 2003. Dans certaines écoles, les parents peuvent demander que leur enfant n'en reçoive pas. Les châtiments corporels sont également très présents dans les familles. En effet ce serait 80 % des américains qui pratiqueraient cela sur leurs enfants. Il y a cependant une évolution. En effet on observe de moins en moins de cas d'enfants recevant des châtiments corporels.

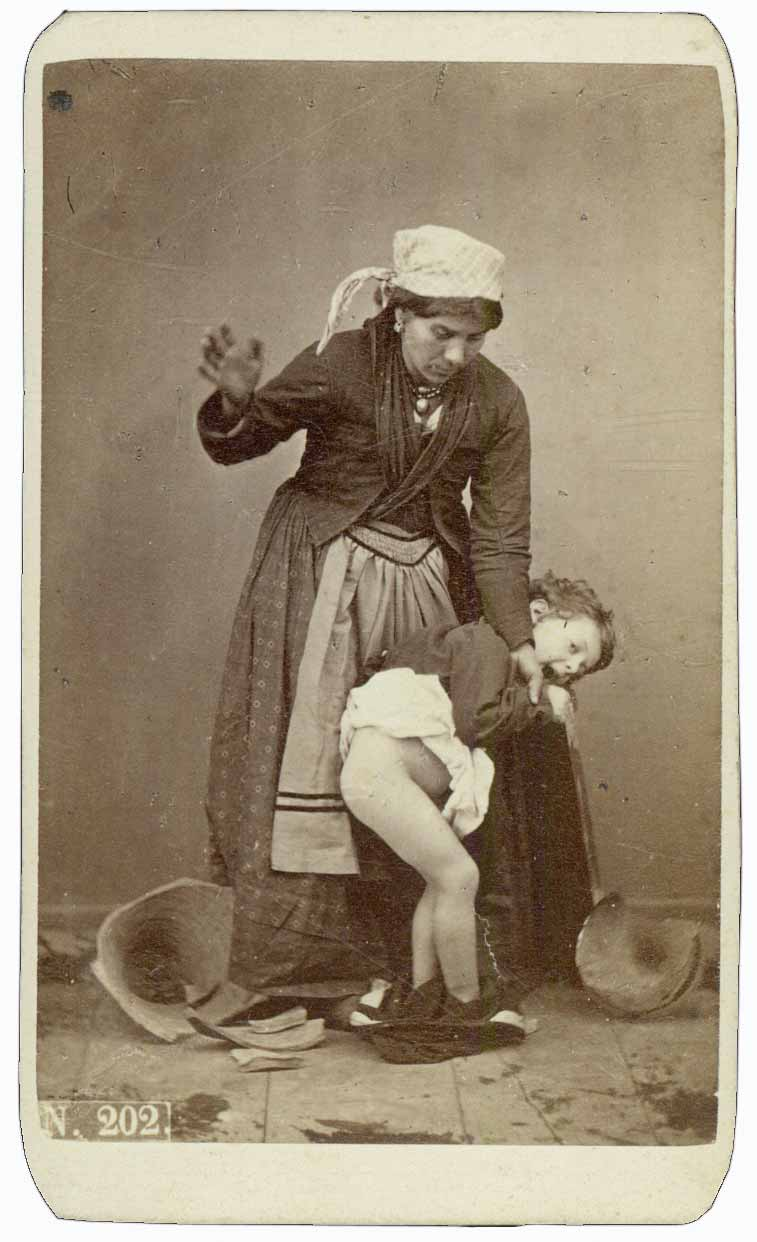
Fessée, Naples (Italie), v. 1800

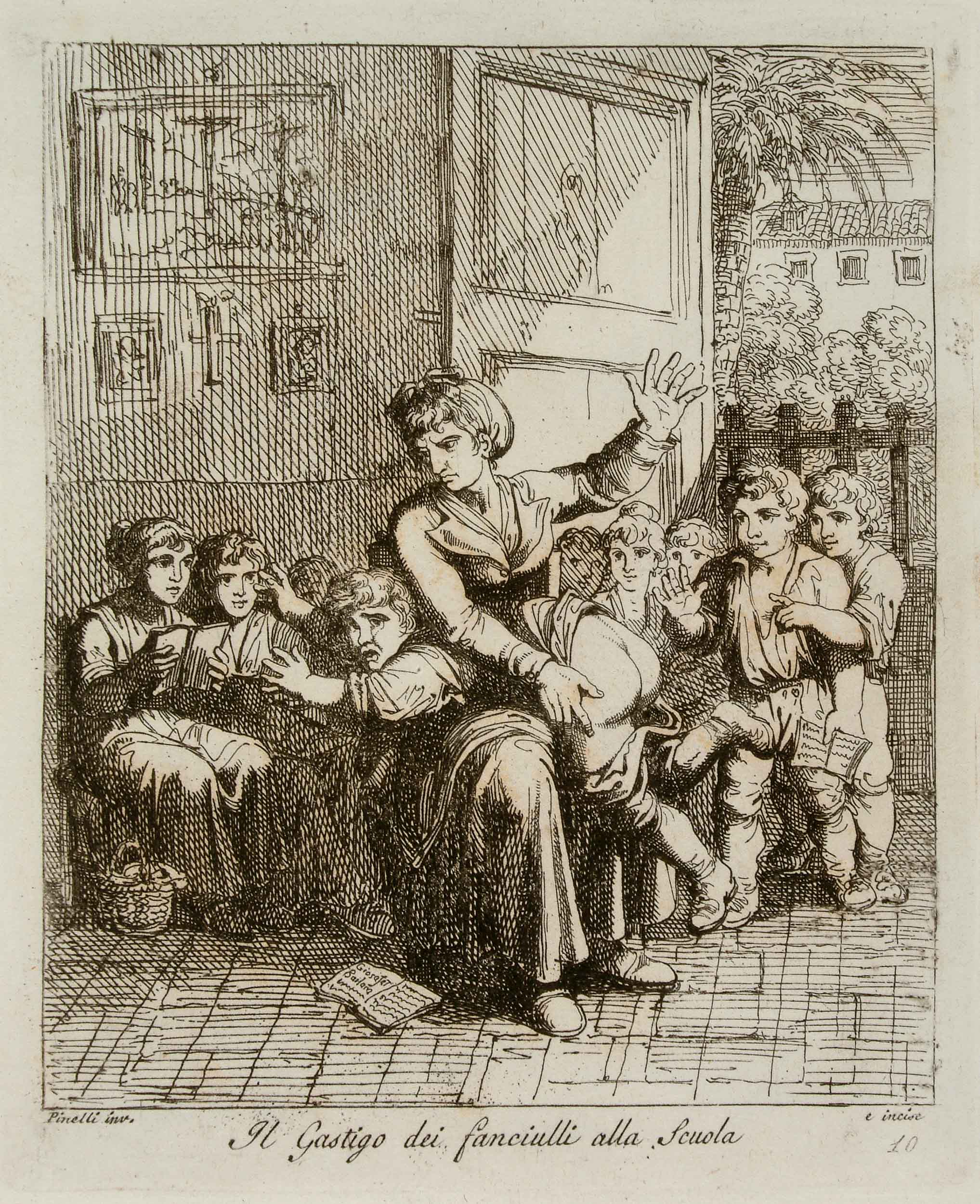
Fessée, Rome (Italie), 1821

#### Europe
- La Grande-Bretagne : En 1860, une loi permettait aux parents d’infliger des châtiments corporels légalement à leur enfant d’où la devise « Spare the rode and spoil the child » ; littéralement traduit par « Épargner le fouet, c’est gâter l’enfant » ainsi 91 % des enfants y étaient battus. En 1998, la Chambre des communes a interdit les châtiments corporels dans les écoles du pays. En 2002, un réseau des églises pour la non-violence a publié un guide dans la volonté de donner des méthodes alternatives d’éducation positive en rempart à la violence éducative. Les associations comme « Barnados » et « Save the children » militent pour l’interdiction de châtiments corporels infligés aux enfants dans le milieu familial. Toutefois, en 2004, l’interdiction des châtiments physiques dans la sphère familiale a été refusée à la Chambre des Lords. Le gouvernement permet aux parents d’infliger aux enfants une punition corporelle « raisonnable ».
- Pologne : Une enquête de 1998 nous montre que 14 % des enfants de 12 ans polonais ont subi un traumatisme physique dû à une punition à visée éducative. En 2001, 80 % des adultes témoignaient avoir subi des châtiments corporels.
- Roumanie : 75 % des enfants de 11 à 13 ans ont subi des châtiments corporels dont 5 % avec des conséquences irréversibles. Slovaquie : En 2002, une recherche comportementale démontre que 75 % des adultes interrogés trouvaient raisonnable et légitime d’octroyer occasionnellement des claques et des fessées.
- Russie : 30 % des enfants hospitalisés à la suite d’un mauvais traitement avaient moins d’un an.
- Hongrie : L'Institut de recherche en sciences sociales Tarki a réalisé une enquête montrant que le châtiment corporel était un procédé éducatif accepté par une grande majorité de la population. Une loi a néanmoins été amendée en 2004 interdisant les châtiments corporels au même titre que toutes les violences à l'égard des enfants[38].
- Le Portugal, la Croatie, l’Italie ont interdit les châtiments corporels dans la famille.
- L’Espagne, la Macédoine et les pays de l’ex-Yougoslavie ont interdit les châtiments corporels dans l’école et dans le système judiciaire mais sont autorisés dans la sphère familiale.
- En Grèce, un tiers des enfants se faisait fesser au moins une fois par semaine et un enfant sur six quotidiennement.

#### Afrique

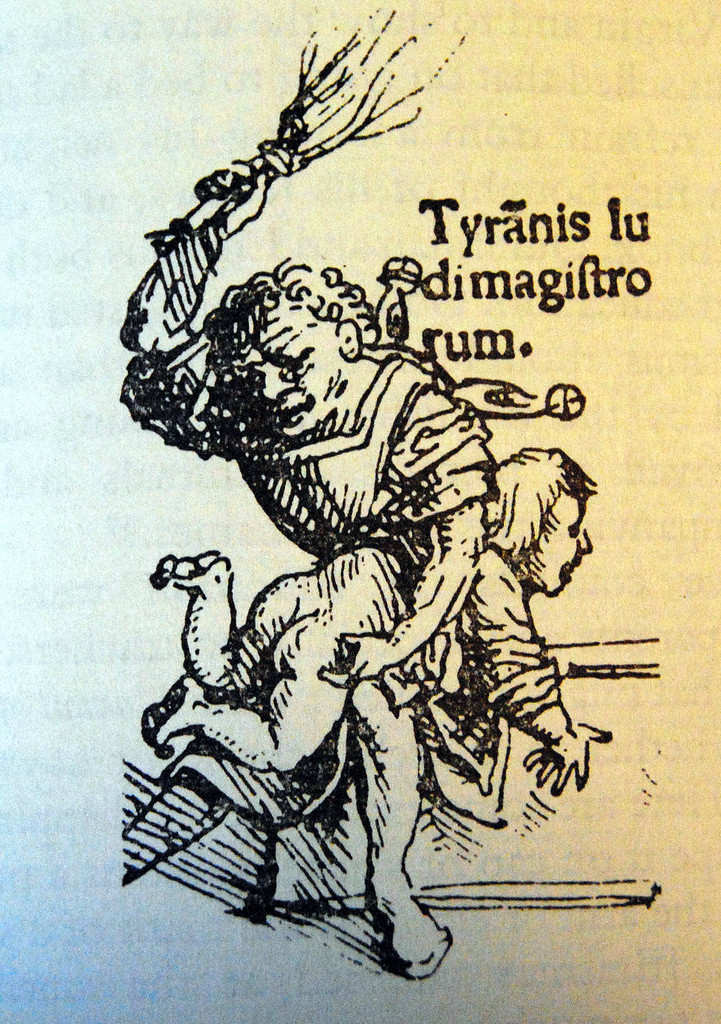
Tyrannie du maître d'école, H. Holbein, Allemagne, av. 1543

- En Tunisie, 80 % des parents ont été battus dans leur enfance dont 60 % qui pensent que cela a été bénéfique à leur éducation. Les anciens proverbes disaient que « Battre l’enfant comme battre la femme est considéré comme allant de soi ».
- Le Mali et le Sénégal ont officiellement interdit les châtiments corporels à l’école. Loi très peu appliquée car les châtiments corporels sont fortement ancrés dans les traditions de ces pays. Fort heureusement, peu de violence sur les nourrissons sont constatées dans les hôpitaux. Mais dès lors qu’il s’agit d’enfant de 11 à 15 ans, les lésions peuvent être graves car portées à la tête. Dans certaines écoles coraniques les enfants sont enchaînés avec des fers et des braises ardentes sont introduites dans leurs oreilles.
- Au Niger : un service d’ophtalmologie a révélé que 25 % des traumatismes oculaires étaient dus aux claques. Pourtant, la constitution et le code pénal protègent l’enfant de toutes formes de violence. Cela n’est pas respecté dans le milieu familial et les écoles coraniques où les poursuites judiciaires sont très rares.
- Le Ghana a institutionnalisé les châtiments corporels comme moyen de discipline dans les écoles, les coups de cannes sont d’usage. Dans le passé, tout élève pouvait être fouetté par un maître puis seulement les chefs d’établissement.
- En Guinée, le code pénal interdit les châtiments corporels. Cette mesure est appliquée dans presque toutes les écoles. Le gouvernement entreprend des campagnes de sensibilisation pour apprendre aux parents à élever leurs enfants dans une atmosphère bienveillante et non violente.
- En Sierra Leone, aucun enseignant n’a le droit d’infliger un châtiment corporel.
- Dans les pays comme le Kenya, Zambie et la Tanzanie, les châtiments corporels sont prohibés dans les écoles malgré la résistance de l’opinion publique.
- En 2005, un rapport fait aux Comores donne le terrible exemple du châtiment pratiqué dans certaines écoles coraniques : « Les mauvais élèves sont promenés à travers le village à demi nu, le visage et le corps enduit de boue et de noir de fumée, avec un collier de coquilles d’escargots autour du cou (…) dans cet accoutrement et sous la huée des autres enfants, l’enfant ainsi puni est tenu de crier la faute commise. Ensuite, ce châtiment s'ensuit de bastonnade, de bain d’orties trempées et d’exposition au soleil du corps enduit de sirop de canne à sucre. (…) Des générations de maîtres coraniques perpétuent une tradition selon laquelle l’enfant est un être pervers qu’il faut savoir dresser par la contrainte et le châtiment corporel. »
- République sud-africaine : les châtiments corporels, comme les coups de canne ou de fouet, étaient très fréquents. Une élève a préféré essayer de se suicider plutôt que de se faire frapper par ses enseignants. En 1997, une loi rend illégaux les châtiments corporels. Cependant les parents ont toujours ce droit, dans certaines limites. Les châtiments corporels sont encore tolérés lorsqu'ils sont acceptés dans le règlement intérieur de l'institution. Le « New Domestic Violence Act » permet aux enfants d'avoir recours à une protection sans avoir eu besoin d'en parler avec leurs parents. Cependant, des enseignants pensent toujours que la violence est toujours le seul moyen de faire respecter la discipline par les enfants. Une organisation religieuse a même demandé que les châtiments corporels soient maintenus. Mais la Cour constitutionnelle a soutenu l'interdiction. Une partie des Africains considèrent que les châtiments corporels font partie de leur culture.

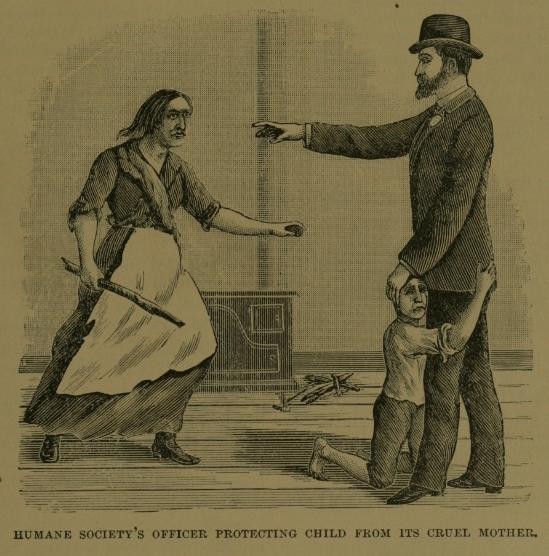
« Protection de l'enfance contre les mères cruelles », Toronto (Canada), 1888

- Swaziland : les châtiments corporels sont encore autorisés, même si le président du Congrès des jeunes a demandé leur interdiction, après qu'une élève eut perdu un œil, battue par son instituteur.
- Botswana : les châtiments corporels sont toujours autorisés. Beaucoup d'enseignants pensent que ce n'est pas un abus s'il est fait « avec amour ».
- Madagascar : les châtiments corporels existent toujours dans le quotidien des habitants, même s'ils commencent à enseigner aux adultes les droits des enfants, et leurs responsabilités auprès de leurs enfants.
- Zimbabwe : les châtiments corporels sont établis dans la Constitution, et sont donc autorisés à l'école et dans les familles. Le Comité propose de faire comme en Namibie, qui n'autorise pas les châtiments corporels.

### Liste des États interdisant les punitions corporelles sur les enfants y compris dans le cadre familial (par année)
À l'automne 2017, dans le monde, 53 États ont interdit toute punition corporelle y compris dans le cadre de la famille :

Carte des pays interdisant les châtiments corporels domestiques, 2009

Suède (1979), Finlande (1983), Norvège (1987), Autriche (1989), Chypre (1994), Danemark (1997), Lettonie (1998), Croatie (1999), Bulgarie (2000), Allemagne (2000), Israël (2000), Bulgarie (2000), Turkménistan (2002), Islande (2003), Ukraine (2004), Roumanie (2004), Hongrie (2005), Grèce (2006), Pays-Bas (2007), Nouvelle-Zélande (2007), Portugal (2007), Uruguay (2007), Venezuela (2007), Espagne (2007), Togo (2007), Costa Rica (2008), Moldavie (2008), Luxembourg (2008), Liechtenstein (2008), Albanie (2010), Tunisie (2010), Pologne (2010), Kenya (2010), république du Congo (2010), Soudan du Sud (2011), Honduras (2013), Cap-Vert (2013), république de Macédoine (2013), Andorre (2014), Estonie (2014), Nicaragua (2014), Saint-Marin (2014), Argentine (2014), Bolivie (2014), Brésil (2014), Malte (2014), Bénin (2015), Irlande (2015), Pérou (2015), Mongolie (2016), Monténégro (2016), Paraguay (2016), Slovénie (2016), Lituanie (2017), France (2019).